# یواس‌اس استرشونت (دی‌دی-۲۴۰)
یواس‌اس استرشونت (دی‌دی-۲۴۰) (به انگلیسی: USS Sturtevant (DD-240)) یک کشتی بود که طول آن ۳۱۴ فوت ۴ اینچ (۹۵٫۸۱ متر) بود. این کشتی در سال ۱۹۲۰ ساخته شد.